# Tau Piscium
Tau Piscium (Anunitum, 83 Piscium) é uma estrela na direção da constelação de Pisces. Possui uma ascensão reta de 01h 11m 39.59s e uma declinação de +30° 05′ 23.0″. Sua magnitude aparente é igual a 4.51. Considerando sua distância de 162 anos-luz em relação à Terra, sua magnitude absoluta é igual a 1.03. Pertence à classe espectral K0III-IV....